# Monica Maggioni
Monica Maggioni (Milano, 20 maggio 1964) è una giornalista, conduttrice televisiva e dirigente d'azienda italiana.
Iscritta all'Ordine dei giornalisti dal 27 febbraio 1995, ha lavorato per molti anni al TG1. Dal 10 gennaio 2013 ha diretto Rai News 24 e Televideo (ad interim) fino al 14 giugno 2013 per poi continuare a dirigere la redazione unificata nata dalla fusione delle due testate ed assumere successivamente, dal 1º dicembre dello stesso anno fino all'8 agosto 2015, la responsabilità della struttura Rai News, controllante, oltre a RaiNews24 e Televideo, anche il portale online Rainews.it. È inoltre presidente del gruppo italiano della Commissione Trilaterale, e componente dal 2008 della Fondazione Italia USA.
Dal 5 agosto 2015 al 27 luglio 2018 è stata presidente della Rai, e nello stesso periodo è stata anche vicepresidente dell'Unione europea di radiodiffusione. Dal febbraio 2019 al maggio 2020 è stata amministratore delegato di Rai Com.
Dal 18 novembre 2021 al 2 giugno 2023 è stata direttrice del TG1, divenendo la prima donna a ricoprire tale ruolo all'interno della testata.
Il 25 maggio 2023 viene nominata dal CdA Rai responsabile della "Direzione Editoriale per l'Offerta informativa", incarico ricoperto dal 3 giugno seguente dopo aver lasciato la direzione del TG1.

## Biografia
Si è laureata in Lingue e letterature straniere moderne presso l'Università Cattolica del Sacro Cuore di Milano con una tesi in letteratura francese. Dal 1989 al 1990 collabora con il quotidiano Il Giorno. Vince il concorso per entrare al primo Master di giornalismo radiotelevisivo organizzato dalla neonata SGRT di Perugia. La sua carriera televisiva inizia nel 1993 quando viene assunta in Rai, come conduttrice del TG2, prima dell'edizione flash pomeridiana da Milano e poi dell'edizione serale delle 19:45 (poi spostata alle 20:30) dalla principale sede di Roma.
Nel 1996 inizia con una collaborazione al rotocalco di Rai 1 TV7. Nel 1997 passa al TG1 per la redazione cronaca e poi alla redazione esteri. Nel 1998 conduce la serie estiva di Unomattina su Rai 1. Nel 1999 conduce il TG1 del mattino e viene inviata all'estero per realizzare alcuni reportage: in Sudafrica per servizi e reportage sulle elezioni del dopo-Mandela e, l'anno dopo, in Mozambico per documentare la terribile alluvione che ha devastato il paese.
Nel 2000 ritorna a condurre la serie estiva di Unomattina. Viene quindi inviata in Israele per documentare le fasi drammatiche della seconda intifada, e poi negli Stati Uniti per seguire le elezioni presidenziali che videro la vittoria del candidato repubblicano George W. Bush. Nel 2001, dopo l'11 settembre, viene inviata prima in Medio Oriente e poi negli Stati Uniti per seguire le diverse fasi di preparazione della guerra.
Nel 2003, fra i giornalisti italiani presenti in Iraq durante la seconda guerra del Golfo, è l'unica giornalista "embedded", cioè ammessa tra le file dei militari americani per raccontare la guerra dal loro punto di vista. La vicenda viene raccontata nel libro Dentro la guerra - Il conflitto iracheno raccontato da una reporter al seguito dei militari americani. Dal maggio del 2003 al gennaio del 2005 "copre" la guerra irachena da Baghdad per il TG1. A più riprese torna in Iraq a seguire gli sviluppi del conflitto. Da settembre 2005 al 23 febbraio 2007 conduce Unomattina, al fianco di Luca Giurato ed Eleonora Daniele. Dal 26 febbraio 2007 è uno dei nuovi volti femminili fra i conduttori del TG1 delle ore 20. Nel 2008 è inviata del TG1 in America Settentrionale, anche per seguire le elezioni presidenziali degli Stati Uniti che portano all'elezione di Barack Obama.

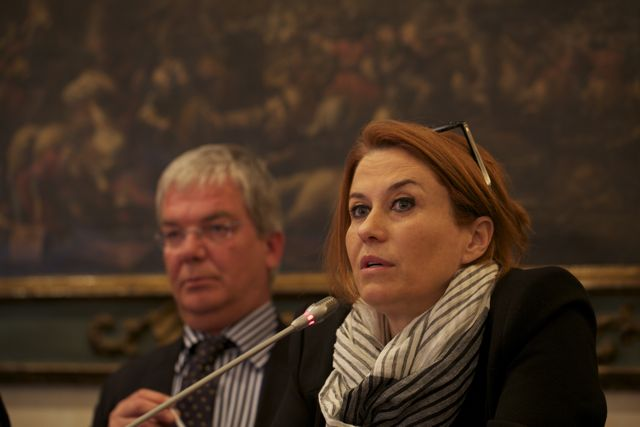
Monica Maggioni insieme ad Angelo Agostini al Festival internazionale del giornalismo a Perugia nel 2012.

Nel 2009 è caporedattore della redazione Esteri del TG1 e conduce gli speciali del TG1. Dal 2010 è capo della redazione Speciali del TG1 e insegna Teoria e tecnica del linguaggio televisivo presso l'Università Cattolica di Milano.
Il 28 novembre 2012 ha moderato in prima serata su Rai 1 il faccia a faccia tra i due candidati al secondo turno delle primarie del centrosinistra Pier Luigi Bersani e Matteo Renzi.
Il 9 gennaio 2013, Prima Comunicazione anticipa la sua candidatura (per opera del dg Rai Luigi Gubitosi) alla carica di direttrice di Rai News 24. Viene nominata direttore del canale all news dal CdA dell'azienda. In coincidenza con l'inizio della sua direzione, il canale riassume la denominazione di Rai News 24 (per un breve periodo aveva assunto il nome Rai News). Dal 31 gennaio 2013 dirige anche il Televideo, che dal 14 giugno dello stesso anno viene incorporato in un'unica struttura con Rai News 24. Nel settembre 2013 intervista in esclusiva il presidente siriano Bashar al Assad sulla crisi siriana e sulla posizione del governo di Damasco nei confronti delle indicazioni del Consiglio di sicurezza Onu sulla distruzione delle armi chimiche. Da fine 2013 le viene affidata la direzione del portale online d'informazione Rainews.it, unitamente a tutta la neocostituita struttura Rai News.
Sotto la direzione Maggioni il canale all news si trasforma profondamente, dando sempre più spazio alla stretta attualità, sopprimendo varie rubriche anche attive da lunga data e avviandone altre. La sua direzione coincide con un notevole aumento delle risorse economiche e dei mezzi tecnici e umani a disposizione della rete.
Nel 2013 il canale mostra un leggero aumento dell'ascolto medio rispetto al 2012, con una conferma della leadership in Italia tra le all news. Il sito internet, nonostante la nuova mission editoriale, totalizza scarsi accessi rispetto ad altre testate d'informazione online.
Il 15 maggio 2014 modera in diretta televisiva europea il confronto prodotto dall'UER tra i cinque candidati alla presidenza della Commissione europea in vista delle elezioni europee del 2014.
A fine anno è stata eletta (prendendo il posto di Anna Maria Tarantola) nuovo membro e vicepresidente dell'EBU (European Broadcasting Union), confermata in tale posizione durante la 75ª assemblea dell'ente, riunitosi a Ginevra il 4 dicembre 2015.
Al 2018 è presidente del gruppo italiano della Commissione Trilaterale.
È membro del CdA Treccani. Dal giugno 2017 è componente del Supervisory Board della società Euronews in rappresentanza di Rai. È membro del Comité d'éthique de Radio France e del Comité indépendant relatif à l'honnêteté, a l'indépendance et au pluralisme de l'information et des programmes de France Télevisions. È docente di Storia dei Conflitti contemporanei presso la Facoltà di Scienze Politiche dell'Università Cattolica del Sacro Cuore di Milano.
Il 5 agosto 2015 è stata indicata presidente dall'assemblea degli azionisti della Rai con approvazione all'unanimità dallo stesso Cda. Il parere positivo decisivo è stato dato dalla Commissione di Vigilanza Rai, con 29 voti favorevoli, 5 schede bianche e 4 contrari. La sua nomina ha registrato un ampio consenso tra le forze politiche, risultando particolarmente gradita al Partito Democratico e a Forza Italia.
Come presidente Rai e vicepresidente di EBU continua a prestare attenzione al tema dell’informazione. Il 31 gennaio 2017 annuncia che il Servizio Pubblico italiano, insieme ad altre emittenti europee, sta pensando a un’iniziativa di fact checking contro le notizie false.
Lascia ufficialmente l'incarico il 26 settembre 2018 al subentrante Marcello Foa.
Dal febbraio 2019 al maggio 2020 è stata amministratore delegato di Rai Com, ramo del gruppo Rai che si occupa della diffusione dei canali della capogruppo nel mondo.
È poi tornata al giornalismo, conducendo da giugno 2020 il programma settimanale SetteStorie su Rai 1.
Il 18 novembre 2021 è stata nominata nuova direttrice del TG1: è la prima donna in assoluto a dirigere il telegiornale della prima rete. Dal febbraio al giugno 2022 ha condotto gli speciali del TG1 sulla crisi russo-ucraina.
Il 2 giugno 2023 lascia la direzione del telegiornale per ricoprire il ruolo al vertice della Direzione dell'Offerta Informativa Rai.
Dal 10 settembre dello stesso anno approda, su Rai 3, alla conduzione di In mezz'ora, al posto di Lucia Annunziata.
Nel 2024 realizza NewsRoom, una docu-serie in otto puntate distribuita su RaiPlay e successivamente anche su Rai 3.
Ad agosto 2025, Maggioni ha deciso di abbandonare tutti i propri incarichi in Rai, pur rimanendovi come conduttrice e autrice dei suoi due programmi, NewsRoom e In mezz'ora.

## Televisione
- TG2 (Rai 2, 1993-1996)
- TV7 (Rai 1, 1996-1997)
- TG1 (Rai 1, 1997-2013, 2021-2023)
- Unomattina estate (Rai 1, 1998, 2000)
- Millennium - La notte del 2000 (Rai 1, 1999-2000)
- Unomattina (Rai 1, 2005-2007)
- Speciale TG1 (Rai 1, 2009-2013)
- Renzi-Bersani Confronto finale (Rai 1, 2012)
- Rai News 24 (2013-2015)
- Eurovision Debate (Rai News 24, 2014)
- SetteStorie (Rai 1, 2020-2021)
- Sergio Zavoli - Storia di un cronista (Rai 1, 2020)
- Speciale Porta a porta - Elezioni americane 2020 (Rai 1, 2020)
- Cernobbio 2021 (Rai 1, 2021)
- 11 settembre - Le due ore che cambiarono il mondo (Rai 1, 2021)
- Speciale TG1 - Diario di guerra (Rai 1, 2022)
- La realtà inquieta - I nuovi scenari economici e geopolitici (Rai 1, 2023)
- In mezz'ora (Rai 3, dal 2023)
- NewsRoom (RaiPlay, Rai 3, dal 2024)

## Riconoscimenti

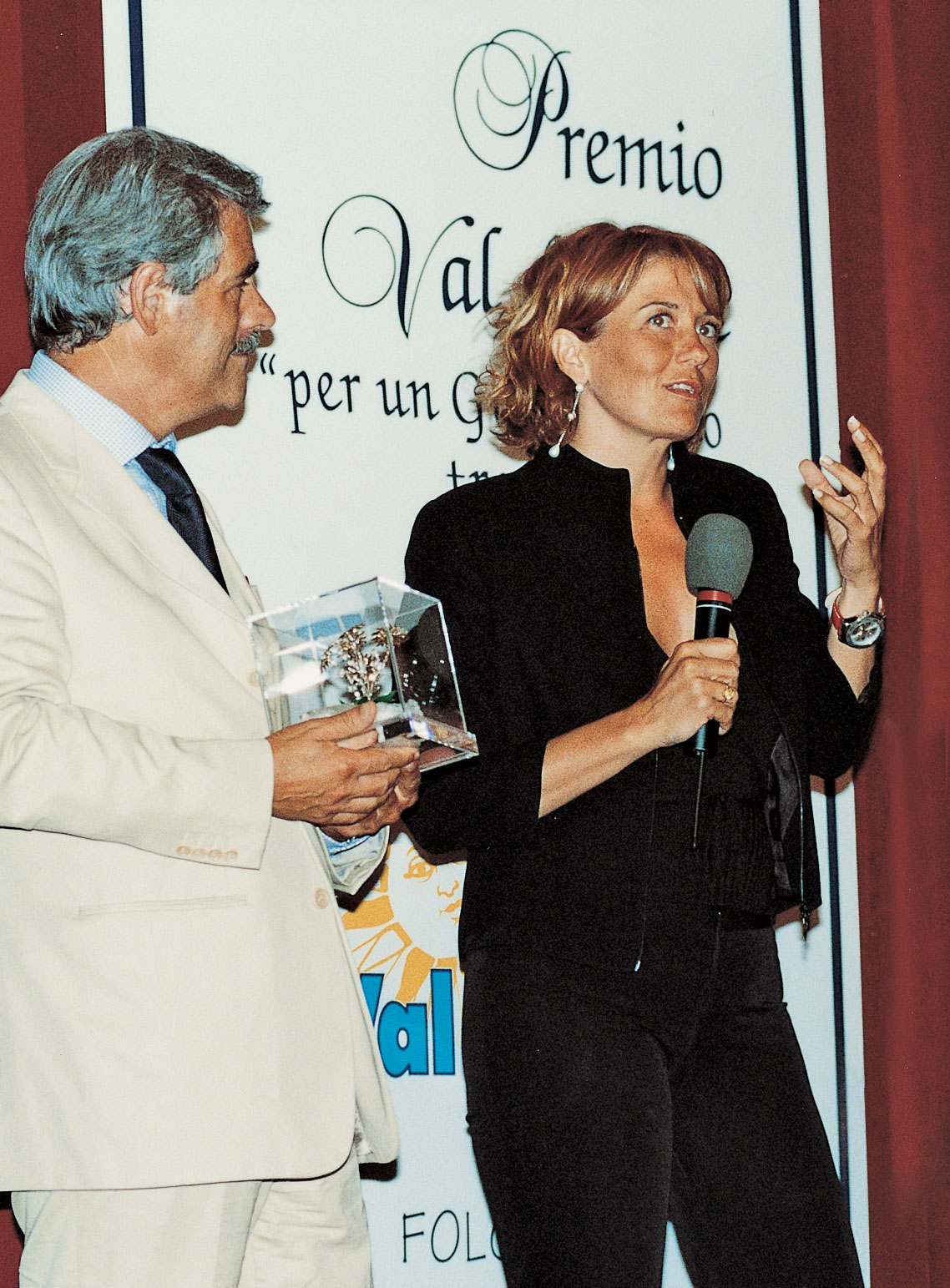
Monica Maggioni nel 2004

- 2003 – Premio "Magna Grecia Awards – Menzione Speciale Maria Grazia Cutuli"
- 2004 – Premio Luigi Barzini all'inviato speciale[28]
- 2004 – Premio Val di Sole per un giornalismo trasparente[29]
- 2005 – Premio Comune di Parma (premio giornalistico femminile Con gli occhi di una donna)
- 2005 – Premio letterario nazionale Rapallo Carige: riconoscimento straordinario per il libro Dentro la guerra
- 2005 – Premio Sirmione Catullo: premio per il giornalismo[30]
- 2006 – Premio Teodolinda e Sperada, per l'impegno nel mondo dell'informazione televisiva[31]
- 2007 – Premio San Francesco di Sales-Penna d'oro assegnato al Casinò di Sanremo dall'Ordine degli Aggregati della Visitazione, per un giornalismo sempre attento al servizio e alla comunicazione sociale senza dimenticare nella ricerca della verità la centralità dell'uomo
- 2007 – Premio Giornalistico Internazionale S. Margherita Ligure per la Cultura
- 2008 – Premio Internazionale di giornalismo "Maria Grazia Cutuli"[32]
- 2012 – Premio Biagio Agnes per i reportage giornalistici nei teatri di guerra
- 2015 – Premio America della Fondazione Italia USA
- 2022 – Premio Biagio Agnes per il giornalismo televisivo
- 2023 – Premio Buone Notizie[33]

## Pubblicazioni
- Dentro la guerra - 2005 - Longanesi, Milano (Collana "Il Cammeo")
- "Infiltrarsi come Embedded", in Se dici guerra umanitaria, a cura di Corrado Veneziano e Domenico Gallo (Besa, Lecce 2005)
- La fine della verità - 2006 - Longanesi, Milano (Collana "Le spade")
- Terrore mediatico - 2015 - Laterza, Roma (Collana "i Robinson / Letture")
- Twitter e jihad - 2015 - ISPI
- Spettri , Milano, Longanesi, 2024

## Documentari prodotti
- Ward 54 (presentato al Festival del Cinema di Venezia nel 2010 e vincitore del Prix Mitrani al FIPA di Biarritz come miglior opera prima)
- Out of Tehran (2011)